# Konfliktdiamant
Konfliktdiamanter, även kallade krigsdiamanter eller blodsdiamanter, är enligt FN:s definition (fri översättning): "diamanter som bryts i områden som kontrolleras av motståndargrupper till legitima, internationellt erkända statliga regimer och som säljs för att finansiera militärt motstånd mot regeringen."

## Bakgrund
Definitionen tillkom under 1990-talet samtidigt som det pågick brutala krig i Väst-och Centralafrika.
Under inbördeskriget i Sierra Leone år 1991–2002 användes diamanter som konfliktresurs. De så kallade blodsdiamanterna, eller krigsdiamanterna användes för att Revolutionära förenade fronten (RUF) skulle kunna finansiera vapenköp. Diamanterna var därmed en orsak till att konflikten blev långdragen. Andra exempel på länder där konfliktdiamanter spelat en betydande roll är Angola och Elfenbenskusten.
Diamanterna såldes oslipade direkt till köpare eller smugglades ut ur konfliktområdena och såldes tillsammans med legitima diamanter.

## Handelsstopp
År 2000 stoppade FN:s säkerhetsråd all handel med diamanter från Sierra Leone, om de inte kom tillsammans med certifikat, i syfte att förhindra ytterligare blodspillan i landet. Stoppet upphörde år 2003.
Flera afrikanska länder har utformat ett gemensamt system för certifiering av diamanter, Kimberleyavtalet, för att komma tillrätta med problemen med konfliktdiamanter. Avtalet har signerats av bland andra EU, USA, Kina, Japan och Ryssland.
Efter signeringen av avtalet i Sydafrika år 2003 har handeln med konfliktdiamanter minskat dramatiskt. År 2017 beräknades 0,1 procent av all nyproduktion av diamanter röra konfliktdiamanter. Orsaken var inte klarlagd men kunde härledas både till avtalet men framförallt till att konflikter i västra och centrala Afrika har upphört. Till exempel upphörde konflikten i Sierra Leone år 2002. Som jämförelse kan nämnas att under mitten av 1990-talet beräknades 25 procent av världens sålda diamanter vara konfliktdiamanter. Enligt amerikanska utrikesdepartementet var den siffran nere på 1 procent år 2006.
Handeln med konfliktdiamanter har dock fortsatt efter att Kimberleyavtalet signerades. År 2006 pågick handeln med konfliktdiamanter i Kongo och samma år fick Ghana kritik för att landet certifierade diamanter som smugglats in i landet av rebeller från Elfenbenskusten. År 2015 kom varningar från bland annat FN och Amnesty International om att det såldes konfliktdiamanter från Centralafrikanska republiken.

## Kritik
Människorättsorganisationer har kritiserat den smala definitionen av konfliktdiamanter då diamanterna således kan betecknas som legitima även då de används av regimer för att på olika sätt bevara sin makt genom till exempel brott mot mänskliga rättigheter, vilket varit fallet i Zimbabwe.

## Undvika konfliktdiamanter
Amnesty International och Global Witness hade 2006 tagit fram frågor för konsumenter att använda för att försäkra sig om diamanterna man köper inte är konfliktdiamanter. Dessa var:
- Hur kan jag vara säker på att inga av era smycken innehåller konfliktdiamanter?
- Vet ni var era diamanter kommer ifrån?
- Kan jag få se en kopia av er företagspolicy om konfliktdiamanter?
- Kan ni erbjuda en skriftlig garanti från era diamantleverantörer som intygar att ni inte saluför konfliktdiamanter?[3]

## Övrigt
Filmen Blood Diamond handlar om konfliktdiamanter.